# Hidden Stash II: The Kream of the Krop
Albums de Kottonmouth Kings
High Society
(2000) Rollin' Stoned
(2002)
Hidden Stash II: The Kream of the Krop est le troisième album studio des Kottonmouth Kings, sorti le 9 octobre 2001.
L'album s'est classé 100e au Billboard 200.

## Liste des titres
| No  | Titre                            | Durée |
| --- | -------------------------------- | ----- |
| 1.  | Intro                            | 1:46  |
| 2.  | Killa Kali (featuring The Judge) | 4:19  |
| 3.  | Welcome to the Suburbs           | 3:41  |
| 4.  | Tell Me Why                      | 4:14  |
| 5.  | Dying Daze                       | 3:32  |
| 6.  | Life Rolls On                    | 3:57  |
| 7.  | Paid Vacation                    | 4:04  |
| 8.  | Things I Do                      | 3:42  |
| 9.  | Bi-Polar                         | 3:04  |
| 10. | New Destination                  | 6:10  |
| 11. | Brain On Drugs (Interlude)       | 1:05  |
| 12. | All About the Weed               | 4:21  |
| 13. | Family Trees                     | 4:16  |
| 14. | On the Run (featuring Dog Boy)   | 4:17  |
| 15. | My Mind's Playin' Tricks on Me   | 5:20  |
| 16. | Grow Room Jam                    | 8:23  |